# Avenue Silvestre-de-Sacy
L'avenue Silvestre-de-Sacy est une voie du 7e arrondissement de Paris, en France.

## Situation et accès
L'avenue Silvestre-de-Sacy est une voie publique située dans le 7e arrondissement de Paris. Elle débute au 18, avenue de La Bourdonnais et se termine avenue Gustave-Eiffel et allée Adrienne-Lecouvreur.

## Origine du nom

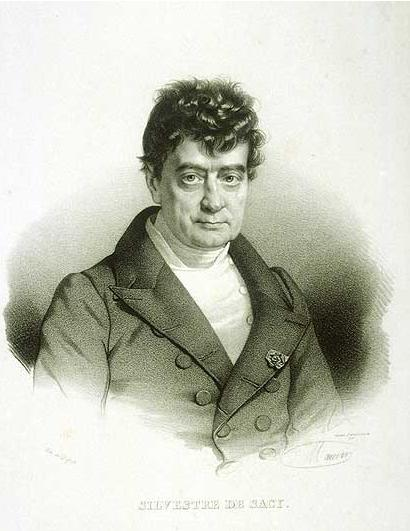
Antoine-Isaac Silvestre de Sacy.

Elle tire son nom de l'orientaliste Antoine-Isaac Silvestre de Sacy (1758-1838).

## Historique
Cette avenue est ouverte en 1907 par la ville de Paris sur les terrains du Champ-de-Mars et prend son nom actuel en 1908.
Le 27 juin 1918, durant la Première Guerre mondiale, une bombe explose sur le Champ-de-Mars, à l'angle de l'avenue Silvestre-de-Sacy et de l'allée Adrienne-Lecouvreur lors d'un raid effectué par des avions allemands.